# Ludwig Andreas Graf Khevenhüller
Pour les articles homonymes, voir Khevenhüller.
Le comte Ludwig Andreas von Khevenhüller-Frankenburg, né le 30 novembre 1683 à Linz et mort le 26 janvier 1744 à Vienne, est un officier autrichien de l'armée impériale, fait feld-maréchal en 1736.

## Biographie

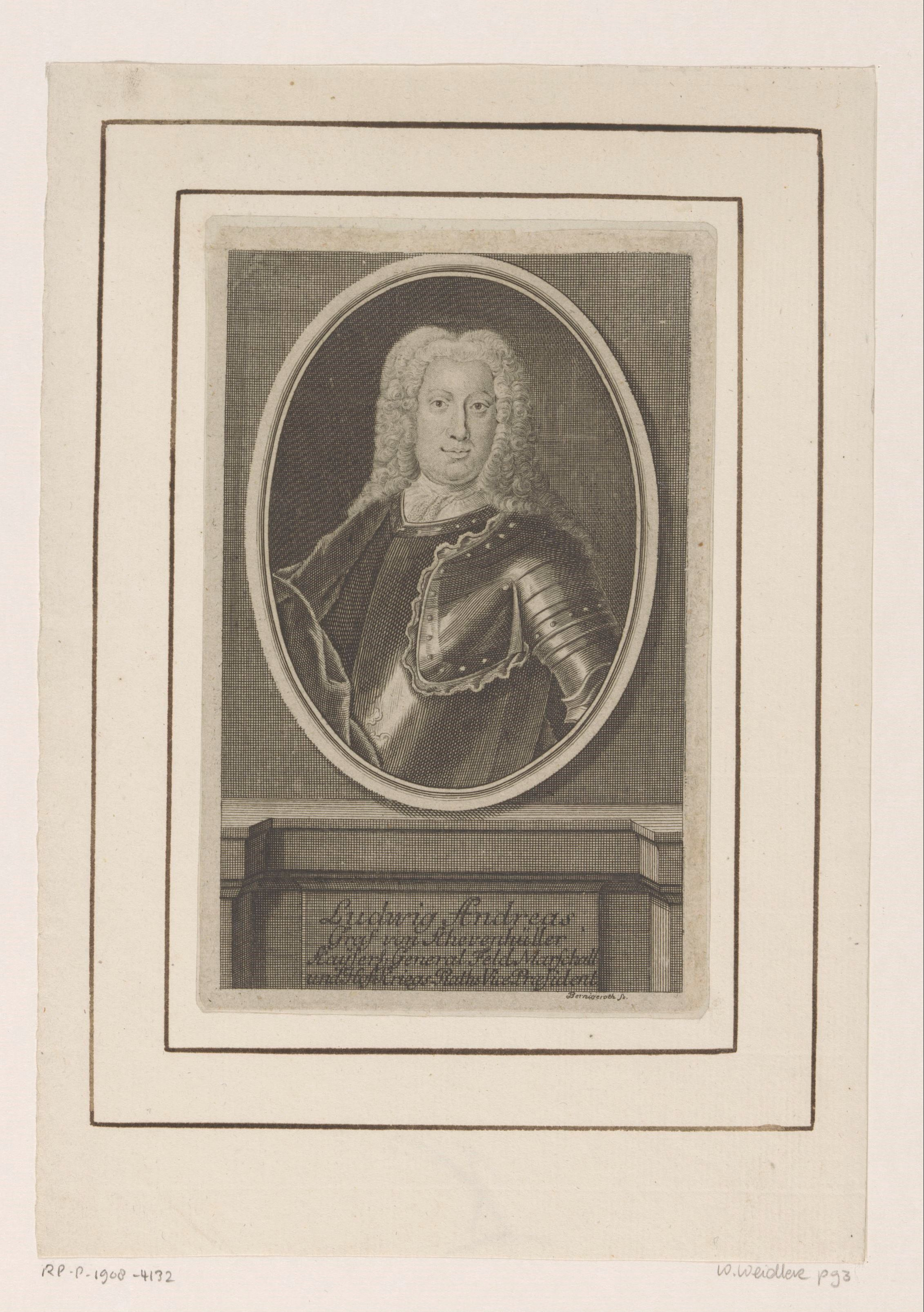
Portrait contemporain (XVIIIe siècle).

Issu de la noble famille Khevenhüller (de), il commence sa carrière au service des Habsbourg d'Autriche pendant la guerre de Succession d'Espagne sous le commandement du prince Eugène. Ensuite, sous le règne de l'empereur Charles VI, il est à la tête d'un régiment de dragons dans la guerre vénéto-austro-ottomane. Il se distingue à la bataille de Peterwardein (1716) et au siège de Belgrade (1717). 
Ayant obtenu les insignes de Feldmarschall-Leutnant en 1733, il participe ensuite à la guerre de Succession de Pologne. Après que le feld-maréchal Mercy est tué le 29 juin 1734 à la bataille de San Pietro devant Parme, il a pris le commandement en chef de l'armée impériale en Italie. Sur recommandation du prince Eugène, il est élevé à la dignité de feld-maréchal impérial (Kaiserlicher Feldmarschall) en 1736. 
Pendant la guerre de Succession d'Autriche, déclenchée par la mort de Charles VI en 1740, il est commandant en chef de l'armée autrichienne sur le Danube au service de Marie-Thérèse. Vainqueur des Français et de l'armée bavaroise, il s'empare de Munich en 1742 et a chassé l'empereur Charles VII de ses États héréditaires. À son retour à Vienne, Marie-Thérèse lui décerne l'ordre de la Toison d'or.
Khevenhüller meurt subitement le 26 janvier 1744 à Vienne. Il est enterré dans la collégiale du Schottenstift.

## Œuvres
Il a écrit quelques ouvrages concernant l'art militaire :
- Des G. F. M. Grafen von Khevenhüller Observationspunkte für sein Dragoner-Regiment (1734 et 1748)
- Règlement pour l'infanterie (1737)
- Kurzer Begriff aller militärischen Operationen (Vienne, 1756) traduit en français sous le titre Maximes de guerre (Paris, 1771)
- Ideen vom Kriege